# Uromyces minimus
Uromyces minimus ist eine Ständerpilzart aus der Ordnung der Rostpilze (Pucciniales). Der Pilz ist ein Endoparasit von Süßgräsern der Gattung Muehlenbergia. Symptome des Befalls durch die Art sind Rostflecken und Pusteln auf den Blattoberflächen der Wirtspflanzen. Sie kommt in den nördlichen USA vor.

## Merkmale

### Makroskopische Merkmale
Uromyces minimus ist mit bloßem Auge nur anhand der auf der Oberfläche des Wirtes hervortretenden Sporenlager zu erkennen. Sie wachsen in Nestern, die als gelbliche bis braune Flecken und Pusteln auf den Blattoberflächen erscheinen.

### Mikroskopische Merkmale
Das Myzel von Uromyces minimus wächst wie bei allen Uromyces-Arten interzellulär und bildet Saugfäden, die in das Speichergewebe des Wirtes wachsen. Die kleinen, goldenen bis zimtbraunen Uredien des Pilzes wachsen unterseitig auf den Wirtsblättern. Ihre zimtbraunen Uredosporen sind 17–21 × 16–18 µm groß, zumeist eiförmig bis kugelig und stachelwarzig. Die zumeist blattoberseitig wachsenden Telien der Art sind schwarzbraun, kompakt und früh unbedeckt. Die kastanienbraunen Teliosporen sind einzellig, in der Regel eiförmig bis schmaloval und 19–24 × 14–17 µm groß. Ihre Stiele sind farblos bis getönt und bis zu 40 µm lang.

## Verbreitung
Das bekannte Verbreitungsgebiet von Uromyces minimus reicht von Oregon bis nach Michigan.

## Ökologie
Die Wirtspflanzen von Uromyces minimus sind Muehlenbergia andina, M. racemosa und M. sylvatica. Der Pilz ernährt sich von den im Speichergewebe der Pflanzen vorhandenen Nährstoffen, seine Sporenlager brechen später durch die Blattoberfläche und setzen Sporen frei. Die Art durchläuft einen Entwicklungszyklus, von dem bisher nur Telien und Uredien sowie deren Wirt bekannt sind; Spermogonien und Aecien sind bislang unbekannt.